# Przedwoj
Przedwoj – staropolskie imię męskie, złożone z dwóch członów: Przed- i -woj ("wojownik"). Imię to może znaczyć "stawiający wyżej wojowników" lub "ten, który idzie (zajmuje miejsce) przed innymi wojownikami".
Przedwoj imieniny obchodzi 23 listopada.